# Diego Gavilán
Diego Antonio Gavilán Zarate (Asunción, 1º marzo 1980) è un ex calciatore paraguaiano, centrocampista.

## Carriera
Comincia a giocare nella squadra del Cerro Porteño, e a 19 anni passa alla squadra inglese del Newcastle United. Debutta in una gara contro il Sunderland terminata 2-2, e nelle partite seguenti ebbe qualche problema a guadagnarsi il posto da titolare.
Tra il 2002 e il 2004 veste la maglia di tre squadre diverse; in tutti i casi viene trasferito in prestito: al Tecos, in Messico, dove colleziona 14 presenze segnando un gol, all'Internacional, in Brasile, dove mette al tabellino 5 reti in 39 partite e all'Udinese, in Italia, dove non riesce mai a trovare uno spazio in squadra.
L'anno seguente ritorna all'Internacional, dove anche se trova parecchio spazio, resta per un solo anno, prima di essere ceduto al Newell's Old Boys, in Argentina.
Nel 2007 firma con il Grêmio ritornando nella città di Porto Alegre.

## Palmarès

### Club

#### Competizioni nazionali
- Campionato peruviano: 1

Juan Aurich: 2011

#### Competizioni statali
- Campionato Gaucho: 4

Internacional: 2003, 2004, 2005
Gremio: 2007
- Campionato Carioca: 1

Flamengo: 2008
- Taça Guanabara: 1

Flamengo: 2008

## Statistiche

### Cronologia presenze e reti in nazionale
| Cronologia completa delle presenze e delle reti in nazionale ― Paraguay | Cronologia completa delle presenze e delle reti in nazionale ― Paraguay | Cronologia completa delle presenze e delle reti in nazionale ― Paraguay | Cronologia completa delle presenze e delle reti in nazionale ― Paraguay | Cronologia completa delle presenze e delle reti in nazionale ― Paraguay | Cronologia completa delle presenze e delle reti in nazionale ― Paraguay | Cronologia completa delle presenze e delle reti in nazionale ― Paraguay | Cronologia completa delle presenze e delle reti in nazionale ― Paraguay |
| Data                                                                    | Città                                                                   | In casa                                                                 | Risultato                                                               | Ospiti                                                                  | Competizione                                                            | Reti                                                                    | Note                                                                    |
| ----------------------------------------------------------------------- | ----------------------------------------------------------------------- | ----------------------------------------------------------------------- | ----------------------------------------------------------------------- | ----------------------------------------------------------------------- | ----------------------------------------------------------------------- | ----------------------------------------------------------------------- | ----------------------------------------------------------------------- |
| 28-4-1999                                                               | Pedro Juan Caballero                                                    | Paraguay                                                                | 2 – 1                                                                   | Messico                                                                 | Amichevole                                                              | -                                                                       |                                                                         |
| 17-6-1999                                                               | Ciudad del Este                                                         | Paraguay                                                                | 2 – 3                                                                   | Uruguay                                                                 | Amichevole                                                              | -                                                                       |                                                                         |
| 24-6-1999                                                               | Asunción                                                                | Paraguay                                                                | 2 – 1                                                                   | Colombia                                                                | Amichevole                                                              | -                                                                       | 85’                                                                     |
| 29-6-1999                                                               | Asunción                                                                | Bolivia                                                                 | 0 – 0                                                                   | Paraguay                                                                | Coppa America 1999 - 1º turno                                           | -                                                                       |                                                                         |
| 2-7-1999                                                                | Asunción                                                                | Paraguay                                                                | 4 – 0                                                                   | Giappone                                                                | Coppa America 1999 - 1º turno                                           | -                                                                       | 61’                                                                     |
| 5-7-1999                                                                | Asunción                                                                | Perù                                                                    | 0 – 1                                                                   | Paraguay                                                                | Coppa America 1999 - 1º turno                                           | -                                                                       | Ammonizione                                                             |
| 13-10-1999                                                              | Chicago                                                                 | Messico                                                                 | 0 – 1                                                                   | Paraguay                                                                | Amichevole                                                              | -                                                                       | 41’                                                                     |
| 3-11-1999                                                               | Buenos Aires                                                            | Paraguay                                                                | 0 – 0                                                                   | Bolivia                                                                 | Amichevole                                                              | -                                                                       | Ammonizione · Uscita                                                    |
| 29-3-2000                                                               | Lima                                                                    | Perù                                                                    | 2 – 0                                                                   | Paraguay                                                                | Qual. Mondiali 2002                                                     | -                                                                       | 71’ 76’                                                                 |
| 21-6-2000                                                               | Ciudad del Este                                                         | Paraguay                                                                | 1 – 0                                                                   | Costa Rica                                                              | Amichevole                                                              | -                                                                       | 46’                                                                     |
| 29-6-2000                                                               | Santiago del Cile                                                       | Cile                                                                    | 3 – 1                                                                   | Paraguay                                                                | Qual. Mondiali 2002                                                     | -                                                                       | 38’                                                                     |
| 18-7-2000                                                               | Asunción                                                                | Paraguay                                                                | 2 – 1                                                                   | Brasile                                                                 | Qual. Mondiali 2002                                                     | -                                                                       | 37’ 68’                                                                 |
| 27-1-2001                                                               | Hong Kong                                                               | Paraguay                                                                | 1 – 1 dts (5 – 6 dtr)                                                   | Corea del Sud                                                           | Coppa Carlsberg                                                         | -                                                                       |                                                                         |
| 28-6-2001                                                               | Tokyo                                                                   | Paraguay                                                                | 2 – 0                                                                   | Jugoslavia                                                              | Amichevole                                                              | -                                                                       | 84’                                                                     |
| 1-7-2001                                                                | Sapporo                                                                 | Giappone                                                                | 2 – 0                                                                   | Paraguay                                                                | Amichevole                                                              | -                                                                       |                                                                         |
| 15-8-2001                                                               | Porto Alegre                                                            | Brasile                                                                 | 2 – 0                                                                   | Paraguay                                                                | Qual. Mondiali 2002                                                     | -                                                                       |                                                                         |
| 5-9-2001                                                                | Asunción                                                                | Paraguay                                                                | 5 – 1                                                                   | Bolivia                                                                 | Qual. Mondiali 2002                                                     | -                                                                       | 66’                                                                     |
| 13-2-2002                                                               | Asunción                                                                | Paraguay                                                                | 2 – 2                                                                   | Bolivia                                                                 | Amichevole                                                              | -                                                                       |                                                                         |
| 26-3-2002                                                               | Londra                                                                  | Nigeria                                                                 | 1 – 1                                                                   | Paraguay                                                                | Amichevole                                                              | -                                                                       | 84’                                                                     |
| 17-4-2002                                                               | Birmingham                                                              | Inghilterra                                                             | 4 – 0                                                                   | Paraguay                                                                | Amichevole                                                              | -                                                                       | 57’                                                                     |
| 17-5-2002                                                               | Stoccolma                                                               | Svezia                                                                  | 1 – 2                                                                   | Paraguay                                                                | Amichevole                                                              | -                                                                       | 84’                                                                     |
| 2-6-2002                                                                | Pusan                                                                   | Paraguay                                                                | 2 – 2                                                                   | Sudafrica                                                               | Mondiali 2002 - 1º turno                                                | -                                                                       | 66’                                                                     |
| 7-6-2002                                                                | Jeonju                                                                  | Spagna                                                                  | 3 – 1                                                                   | Paraguay                                                                | Mondiali 2002 - 1º turno                                                | -                                                                       | 60’                                                                     |
| 15-6-2002                                                               | Seogwipo                                                                | Germania                                                                | 1 – 0                                                                   | Paraguay                                                                | Mondiali 2002 - Ottavi di finale                                        | -                                                                       | 84’                                                                     |
| 6-7-2003                                                                | Columbus                                                                | Stati Uniti                                                             | 2 – 0                                                                   | Paraguay                                                                | Amichevole                                                              | -                                                                       | 69’                                                                     |
| 9-7-2003                                                                | Kingston                                                                | Giamaica                                                                | 2 – 0                                                                   | Paraguay                                                                | Amichevole                                                              | -                                                                       | 45’ 46’                                                                 |
| 10-9-2003                                                               | Asunción                                                                | Paraguay                                                                | 4 – 1                                                                   | Uruguay                                                                 | Qual. Mondiali 2006                                                     | -                                                                       | 81’                                                                     |
| 15-11-2003                                                              | Asunción                                                                | Paraguay                                                                | 2 – 1                                                                   | Ecuador                                                                 | Qual. Mondiali 2006                                                     | -                                                                       | 73’                                                                     |
| 18-11-2003                                                              | Santiago del Cile                                                       | Cile                                                                    | 0 – 1                                                                   | Paraguay                                                                | Qual. Mondiali 2006                                                     | -                                                                       | 81’                                                                     |
| 6-6-2004                                                                | Buenos Aires                                                            | Argentina                                                               | 0 – 0                                                                   | Paraguay                                                                | Qual. Mondiali 2006                                                     | -                                                                       | 89’                                                                     |
| 5-9-2004                                                                | Asunción                                                                | Paraguay                                                                | 1 – 0                                                                   | Venezuela                                                               | Qual. Mondiali 2006                                                     | -                                                                       | 78’                                                                     |
| 9-10-2004                                                               | Barranquilla                                                            | Colombia                                                                | 1 – 1                                                                   | Paraguay                                                                | Qual. Mondiali 2006                                                     | -                                                                       | 46’                                                                     |
| 13-10-2004                                                              | Asunción                                                                | Paraguay                                                                | 1 – 1                                                                   | Perù                                                                    | Qual. Mondiali 2006                                                     | -                                                                       | 83’                                                                     |
| 16-11-2004                                                              | Montevideo                                                              | Uruguay                                                                 | 1 – 0                                                                   | Paraguay                                                                | Qual. Mondiali 2006                                                     | -                                                                       | 81’                                                                     |
| 27-3-2005                                                               | Quito                                                                   | Ecuador                                                                 | 5 – 2                                                                   | Paraguay                                                                | Qual. Mondiali 2006                                                     | -                                                                       | 52’                                                                     |
| 30-3-2005                                                               | Montevideo                                                              | Paraguay                                                                | 2 – 1                                                                   | Cile                                                                    | Qual. Mondiali 2006                                                     | -                                                                       | 82’                                                                     |
| 8-6-2005                                                                | Asunción                                                                | Paraguay                                                                | 4 – 1                                                                   | Bolivia                                                                 | Qual. Mondiali 2006                                                     | -                                                                       | 74’                                                                     |
| 8-10-2005                                                               | Maracaibo                                                               | Venezuela                                                               | 0 – 1                                                                   | Paraguay                                                                | Qual. Mondiali 2006                                                     | -                                                                       | 88’                                                                     |
| 27-5-2006                                                               | Aarhus                                                                  | Danimarca                                                               | 1 – 1                                                                   | Paraguay                                                                | Amichevole                                                              | -                                                                       | 65’                                                                     |
| 7-10-2006                                                               | Brisbane                                                                | Australia                                                               | 1 – 1                                                                   | Paraguay                                                                | Amichevole                                                              | -                                                                       | 72’                                                                     |
| 22-8-2007                                                               | Ciudad del Este                                                         | Paraguay                                                                | 1 – 1                                                                   | Venezuela                                                               | Amichevole                                                              | -                                                                       |                                                                         |
| 8-9-2007                                                                | Ciudad Guayana                                                          | Venezuela                                                               | 3 – 2                                                                   | Paraguay                                                                | Amichevole                                                              | -                                                                       | 83’                                                                     |
| 12-9-2007                                                               | Bogotá                                                                  | Colombia                                                                | 1 – 0                                                                   | Paraguay                                                                | Amichevole                                                              | -                                                                       | 62’                                                                     |
| Totale                                                                  |                                                                         | Presenze                                                                | 43                                                                      |                                                                         | Reti                                                                    | 0                                                                       |                                                                         |